# Anne Francis Bayless
Anne Francis Bayless ist eine US-amerikanische Cellistin.
Bayless wuchs in Kalamazoo, Michigan, auf und spielte bereits achtjährig Cello in einem Streichquartett. Sie hatte Cellounterricht bei Grace Field, Bruce Uchimura und Bonnie Hampton, studierte am Cleveland Institute of Music bei Richard Aaron und Alan Harris, setzte ihre Ausbildung als Assistentin von Paul Katz an der Shepherd School of Music der Rice University fort. Als Hochschullehrerin unterrichtet sie Cello und Kammermusik am Caine College of the Arts der Utah State University.
Seit 2000 ist Bayless Mitglied des fry street quartet (mit Robert Waters, Rebecca McFaul und Bradley Ottesen), wo sie Rebecca Thornblade ersetzte. Sie trat mit dem Quartett in der Carnegie Hall und bei zahlreichen Musikfestivals wie den Schneider Series an der New School in New York, den Jewel Box Series in Chicago und der Chamber Music Columbus teil. Die Diskographie des Quartetts reicht von Werken Haydns und Beethovens über Leoš Janáček und Ned Rorem bis zu Laura Kaminsky und Libby Larsen. Als Solistin war Bayless u. a. Gast der NOVA Chamber Music Series, wo sie Werke für Cello solo von Johann Sebastian Bach und Michael Hersch spielte, der Fontana Summer Chamber Music Series, des Olympic Music Festival, des SummerFest La Jolla und 2016 des Mainly Mozart Festival in San Diego. Sie ist mit dem Bratschisten Brant Bayless verheiratet.